# Mimoxenolea bicoloricornis
Mimoxenolea bicoloricornis är en skalbaggsart som beskrevs av Stefan von Breuning 1960. Mimoxenolea bicoloricornis ingår i släktet Mimoxenolea och familjen långhorningar. Inga underarter finns listade i Catalogue of Life.